# 1001 Filmes para Ver antes de Morrer
1001 Filmes Para Ver Antes de Morrer (em inglês: 1001 Movies You Must See Before You Die) é um livro de referência sobre filmes compilado por críticos de várias partes do mundo e editado por Steven Jay Schneider em 2003. Desde então recebe versões anuais incluindo novos filmes do ano que passou.
Traduzido e lançado no Brasil em 2008 pela Editora Sextante, o livro foi o nono mais vendido no Brasil em 2009 na categoria "Não-ficção", conforme levantamento da Revista Veja. Depois chegando a impressionante marca de 1,5 milhões de livros vendidos e de dez atualizações.